# پینادو

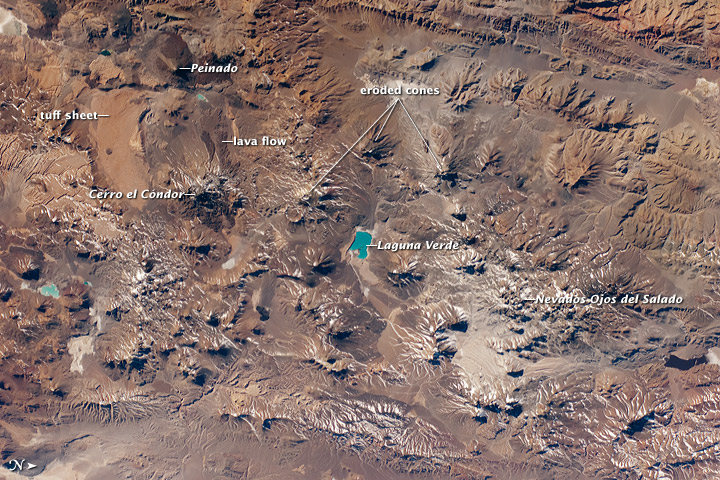
کوه در آرژانتین

پینادو (به اسپانیایی: Peinado) یک کوه در آرژانتین است که در بخش آنتوفاگاستا د لا سیرا واقع شده‌است. پینادو ۵٬۷۴۰ متر بالاتر از سطح دریا واقع شده‌است.